# Jordan Jegat
Jordan Jegat (født 7. juni 1999 i Vannes) er en cykelrytter fra Frankrig, der kører for Fejl i Modul:Cykelhold: Wikidata-entitet ikke angivet..